# Brittonellinae
Brittonellinae es una subfamilia de foraminíferos planctónicos de la familia Hedbergellidae, de la superfamilia Rotaliporoidea, del suborden Globigerinina y del orden Globigerinida. Su rango cronoestratigráfico abarca desde el Cenomaniense hasta el Maastrichtiense (Cretácico superior).

## Discusión
Clasificaciones posteriores incluirían Brittonellinae en la superfamilia Globigerinoidea.

## Clasificación
Brittonellinae incluye a los siguientes géneros:
- Archaeoglobigerina †, también considerada en la familia Rugoglobigerinidae.
- Blefuscuiana †, también considerada en la familia Praehedbergellidae.
- Brittonella †, también considerada en la subfamilia Hedbergellinae.
- Hedbergellita †, también considerada en la subfamilia Hedbergellinae.
- Lilliputianella †, también considerada en la familia Praehedbergellidae.
- Lilliputianelloides †, también considerada en la familia Praehedbergellidae.
- Planohedbergella †, también considerada en la subfamilia Hedbergellinae.
- Whiteinella †, también considerada en la subfamilia Hedbergellinae.